# Брюж-Капбис-Мифажет
Брюж-Капби́с-Мифаже́т (фр. Bruges-Capbis-Mifaget) — коммуна во Франции, находится в регионе Аквитания. Департамент — Атлантические Пиренеи. Входит в состав кантона Узом, Гав и Рив-дю-Не. Округ коммуны — По.
Код INSEE коммуны — 64148.

## География

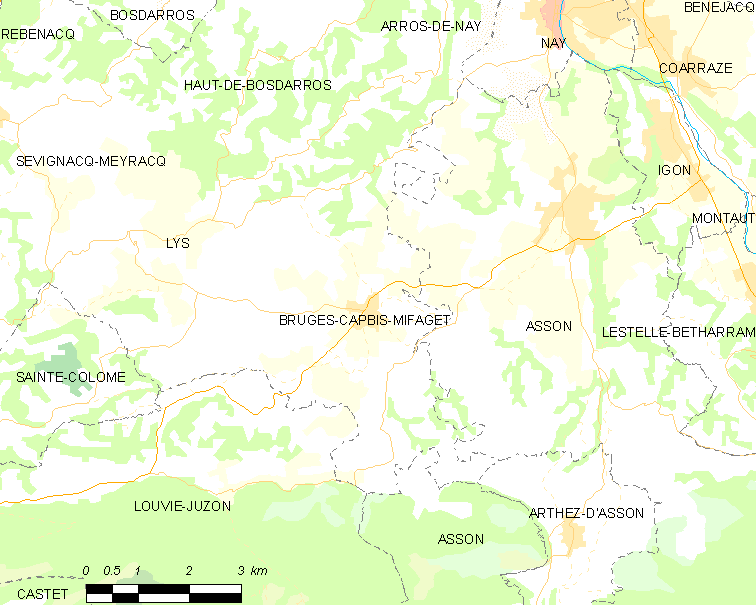
Карта коммуны

Коммуна расположена приблизительно в 670 км к югу от Парижа, в 195 км южнее Бордо, в 20 км к югу от По.
По территории коммуны протекает река Беес.

### Климат
Климат тёплый океанический. Зима мягкая, средняя температура января — от +5°С до +13°С, температуры ниже −10 °C бывают редко. Снег выпадает около 15 дней в году с ноября по апрель. Максимальная температура летом порядка 20-30 °C, выше 35 °C бывает очень редко. Количество осадков высокое, порядка 1100 мм в год. Характерна безветренная погода, сильные ветры очень редки.

## Население
Население коммуны на 2010 год составляло 945 человек.
| 1962 | 1968 | 1975 | 1982 | 1990 | 1999 | 2010 |
| ---- | ---- | ---- | ---- | ---- | ---- | ---- |
| 779  | 857  | 850  | 827  | 833  | 904  | 945  |

## Администрация
| Период | Период | Фамилия            | Партия                    | Примечания |
| ------ | ------ | ------------------ | ------------------------- | ---------- |
| 1973   | 1983   | Жан Конду          | правоцентризм             |            |
| 1983   | 2001   | Мишель Матон       | Разные правые             |            |
| 2001   | 2014   | Ксавье де Кане     | Разные правые             |            |
| 2014   | 2020   | Лоран Обюшу-Оруикс | Союз за народное движение |            |

## Экономика
В 2010 году среди 594 человек трудоспособного возраста (15-64 лет) 449 были экономически активными, 145 — неактивными (показатель активности — 75,6 %, в 1999 году было 65,3 %). Из 449 активных жителей работали 419 человек (236 мужчин и 183 женщины), безработных было 30 (16 мужчин и 14 женщин). Среди 145 неактивных 43 человека были учениками или студентами, 55 — пенсионерами, 47 были неактивными по другим причинам.

## Достопримечательности
- Церковь Св. Мартина (XV век). Исторический памятник с 1947 года[4]
- Церковь Нотр-Дам (XII век)[5]
- Церковь Св. Михаила (XIII век)[6]

## Фотогалерея

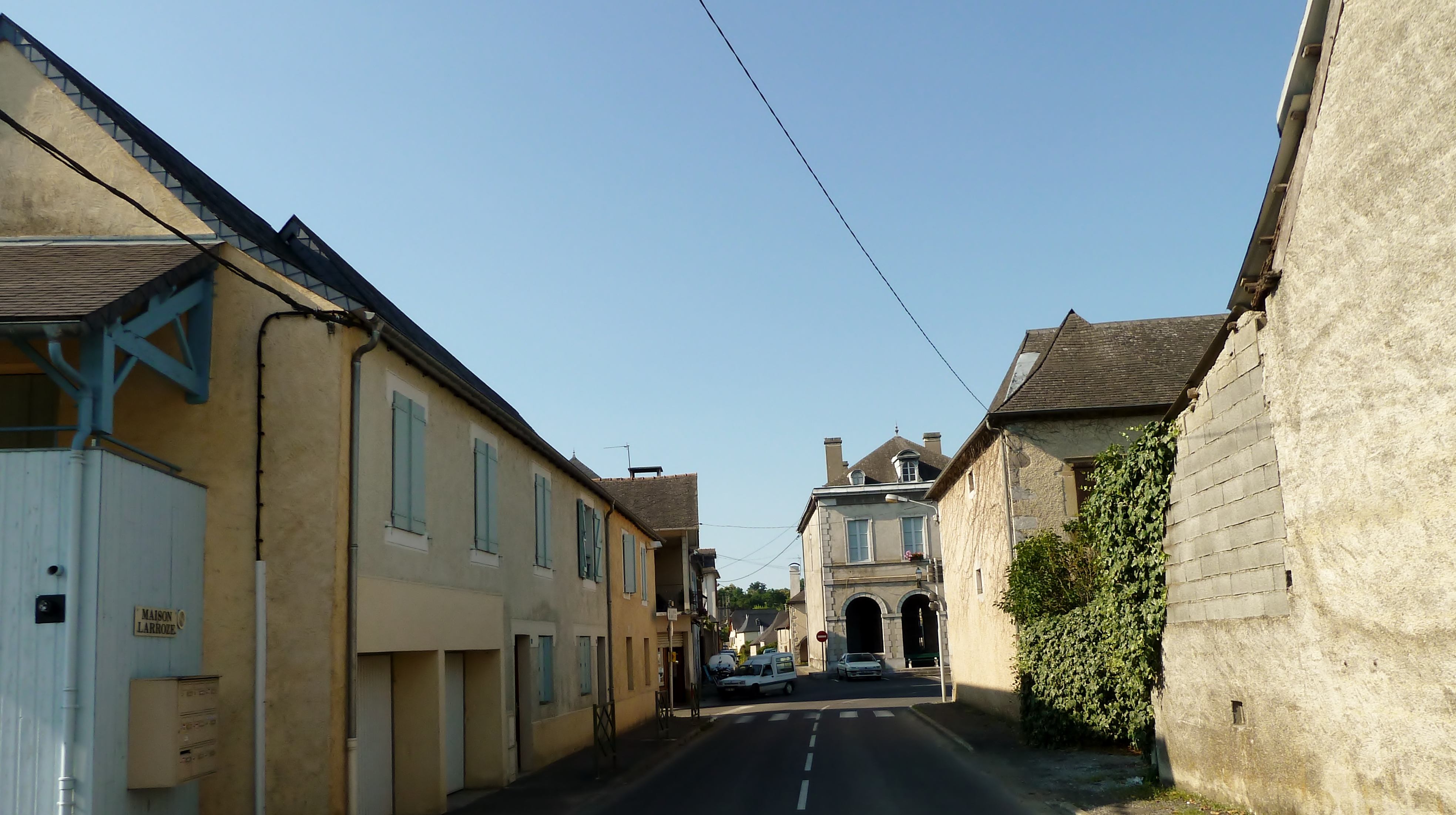
Брюж
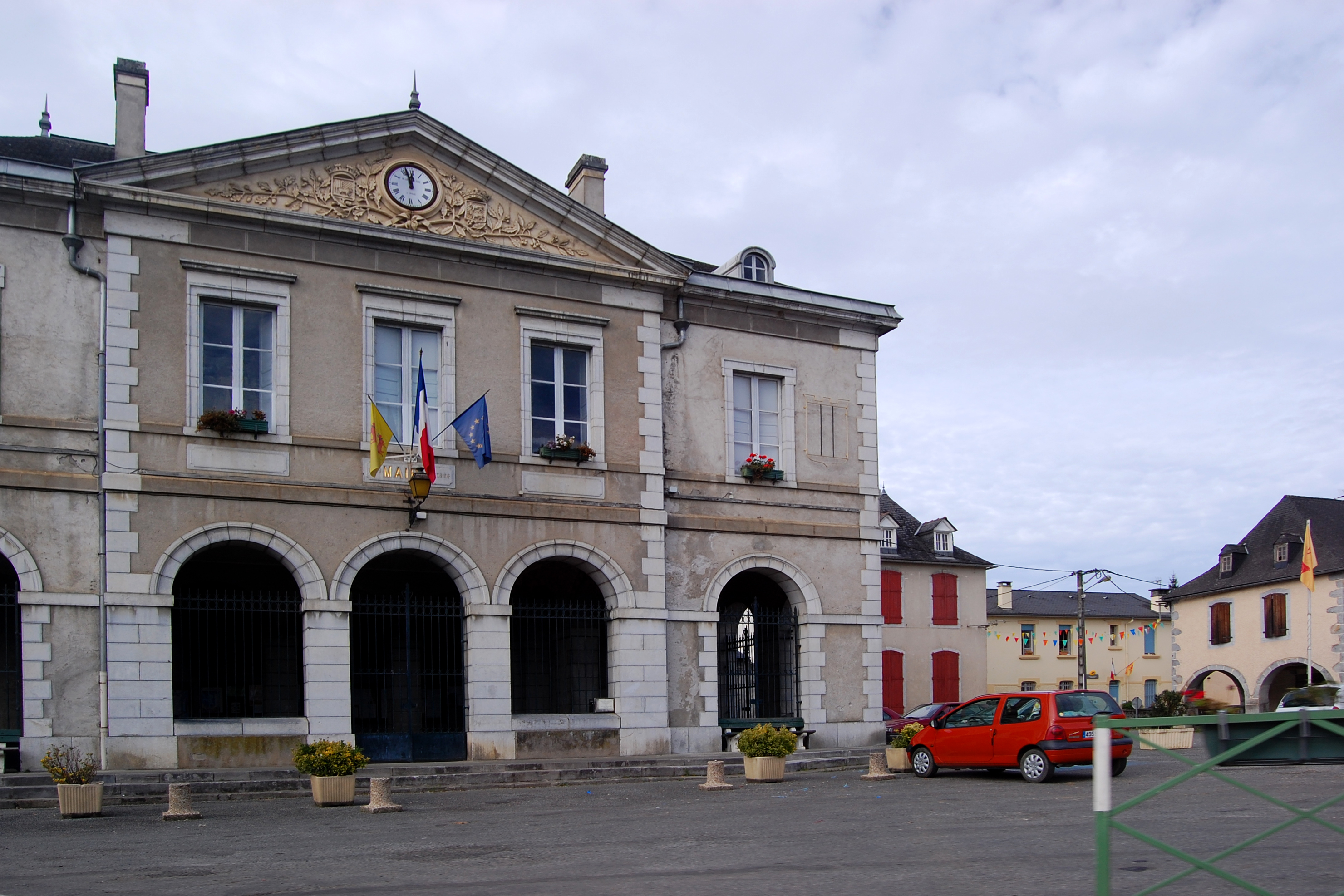
Мэрия
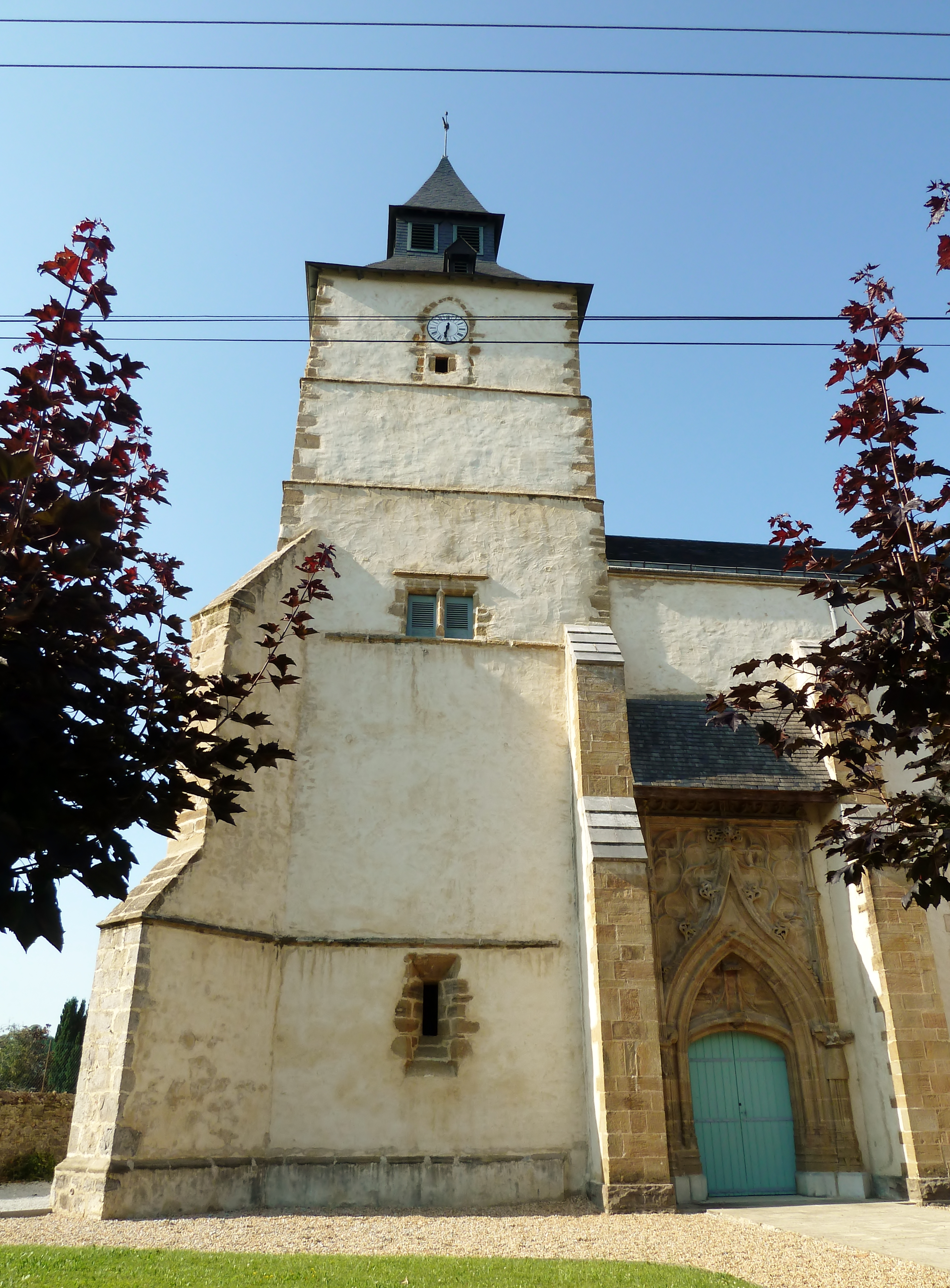
Церковь Св. Мартина
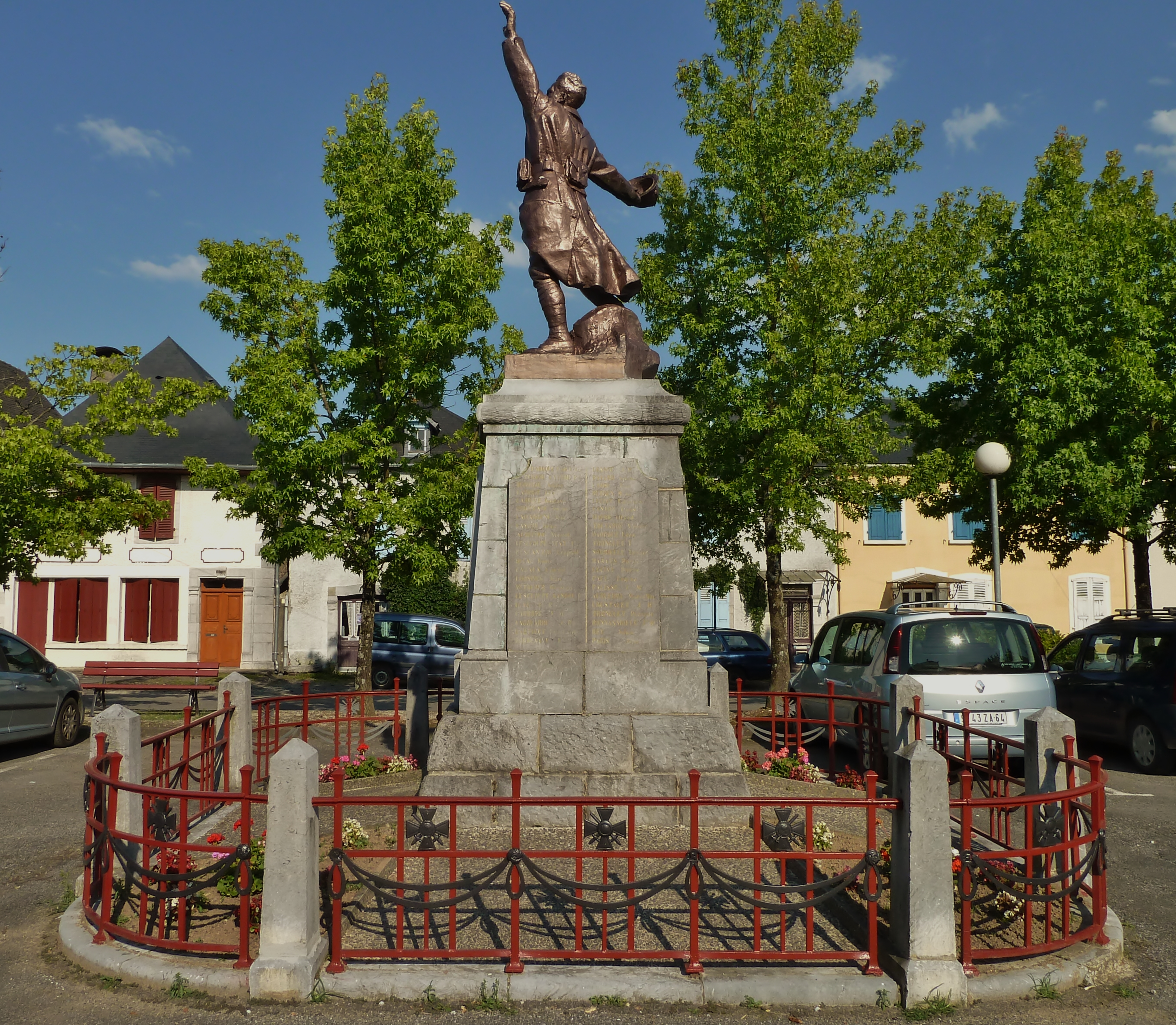
Военный мемориал